# 219067 Bossuet
219067 Bossuet este o planetă minoră (asteroid) din centura de asteroizi. A fost descoperită pe 3 mai 1997 la Observatorul La Silla de Eric Walter Elst și a fost numită după Jacques-Bénigne Bossuet. 
Obiectul prezintă o orbită caracterizată de o semiaxă mare de 2,3641212623235 UAi, o excentricitate de 0,19, o înclinație de 2,4 ° în raport cu ecliptica.